# Антон Димов
Антон Димов е български духовник и революционер от Македония, деец на Вътрешната македоно-одринска революционна организация.

## Биография
Антон Димов е роден на 15 юли 1874 година в град Битоля, днес в Република Северна Македония. Брат му Михаил е също свещеник. През 1894 година се жени за Евдокия, сестра на революционера Павел Христов. На следващата година Христо Чемков го приема във ВМОРО, след което привлича в организацията Миялче Лисолайчето, братята Георги и Коста Песнаджиеви, Мише Кьосето, Кузе Смилевчето (убит в Могила като четник на Параскев Цветков), Пеце Георгиев, Михаил Динов, Коста Йосифов, Стефо Кафеджията, Тирчо Дуяко, Спиро дърводелеца и други. През 1897 година е арестуван с брат си след като проваля тържеството по откриването на сръбско училище в Битоля. През 1901 година е определен за кандилопалец в църквата „Света Неделя“ и като такъв посреща и изпраща четите на ВМОРО. След убийството на руския консул Александър Ростковски през 1903 година минава в нелегалност и влиза в четата на Наум Петров – Буфчето. През 1906 година се легализира и е ръкоположен за свещеник. Настанява се в къщата на бащата на жена си Христо Стоянов, където организира тайно скривалище на ВМОРО. Укрива и част от организационната архива. Жив е към 1944 година.